# Хоуп, Джон, 4-й граф Хоуптоун
Генерал Джон Хоуп, 4-й граф Хоуптоун, PC KB FRSE (17 августа 1765 — 27 августа 1823), известный как достопочтенный Джон Хоуп с 1781 по 1814 и лорд Ниддри с 1814 по 1816, был шотландским политиком и офицером британской армии.

## Военная карьера
Хоптоун был единственным сыном Джона Хоупа, 2-го графа Хоптоуна, от его второй жены Джейн или Джин Олифант. Его мать умерла, когда ему был всего один год. Он был произведён в офицеры 10-го Лёгкого драгунского полка в 1784 году. Он был членом парламента от Линлитгоушира с 1790 по 1800 год.
Он принимал участие в завоевании Французской Вест-Индии и Испанской Вест-Индии в 1796 и 1797 годах. В 1799 году он был направлен в Ден-Хелдер в качестве заместителя генерал-адъютанта и присутствовал в битве у Бергена и битве при Кастрикуме. В 1801 году его отправили в Каир, а затем в Александрию, чтобы принять там капитуляцию французских гарнизонов. Он стал лейтенантом-губернатором Портсмута и командующим Юго-Западного округа в июне 1805 года.
Он командовал дивизией во время наступления в Испанию, и принял на себя командование английскими силами в битве при Корунье в 1809 году после того, как сэр Джон Мур был убит. Позже в том же году он командовал резервной армией во время Голландской компании. Он был назначен главнокомандующим Ирландии и был принят в Ирландский тайный совет в 1812 году. Затем он командовал 1-й дивизией под командованием герцога Веллингтона в битве при Нивеле и в битве при Ниве в 1813 году. Он был захвачен в плен во время вылазки французов в бою при Байонне в 1814 году.
Он служил лордом-лейтенантом Линлитгоушира с 1816 по 1823 год. 17 мая 1814 года, за два года до того, как он унаследовал графский титул, он был возведён в личное пэрство как барон Ниддри из замка Ниддри в графстве Линлитгоу. В 1816 году он унаследовал титул 4-го графа Хоуптоуна от своего старшего сводного брата.

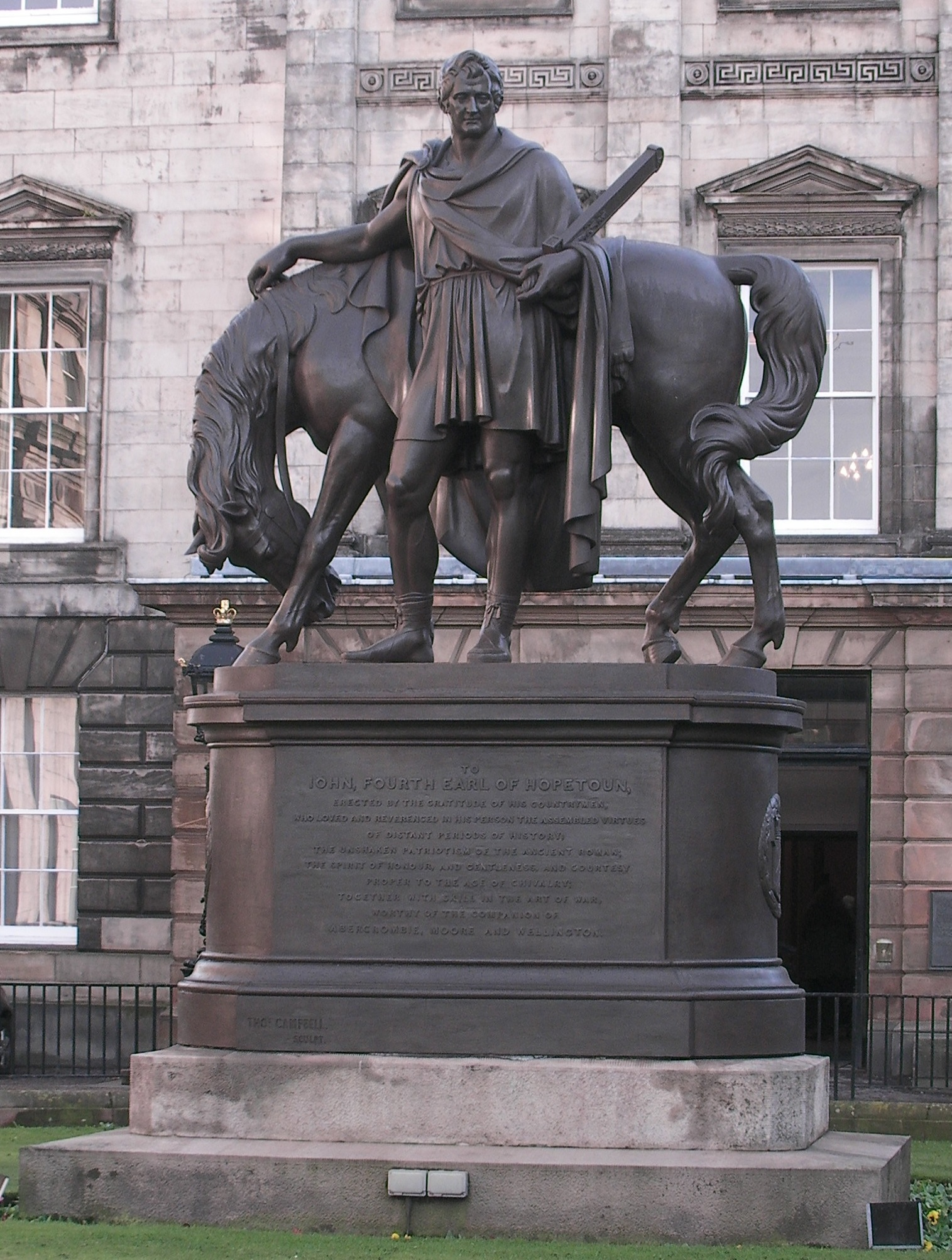
Статуя, Дундас Хаус, площадь Сэнт-Эндрю в Эдинбурге

Он умер в Париже, Франция, 27 августа 1823 года.

## Семья
В 1798 году лорд Хоуптоун женился на Элизабет Хоуп Вере (Vere) (или Вейр (Weir)) из Крейгихоллов, дочери Чарльза Хоуп-Вейра. После её смерти он женился на Луизе Доротее Уэддербурн, дочери Джона Уэддербурна и внучке сэра Джона Уэддербурна, 5-го баронета Блэкнесс.
После его смерти его титулы унаследовал старший сын от второго брака Джон. Леди Хоуптоун умерла в 1836 году.

## Памятники
После смерти лорда Хоуптоуна в 1824 году на холме Байрес в Ист-Лотиане Хоуптоуну был воздвигнут памятник. В 1826 году аналогичный памятник был воздвигнут на горе Хилл в Файфе. В 1824 году в городе Эдинбурге была заказана бронзовая статуя лорда Хоуптоуна, выполненная Томасом Кэмпбеллом. Первоначально она была задумана как центральное место на площади Шарлотты, но в конечном итоге была помещена в 1834 году на площади Сент-Эндрю, перед Дандас Хаус, где он исполнял обязанности вице-губернатора банка. Текст на этом памятнике написан сэром Вальтером Скоттом.
В его честь был назван пансионат в Веллингтонском колледже, Беркшир.